# Isa Melsheimer

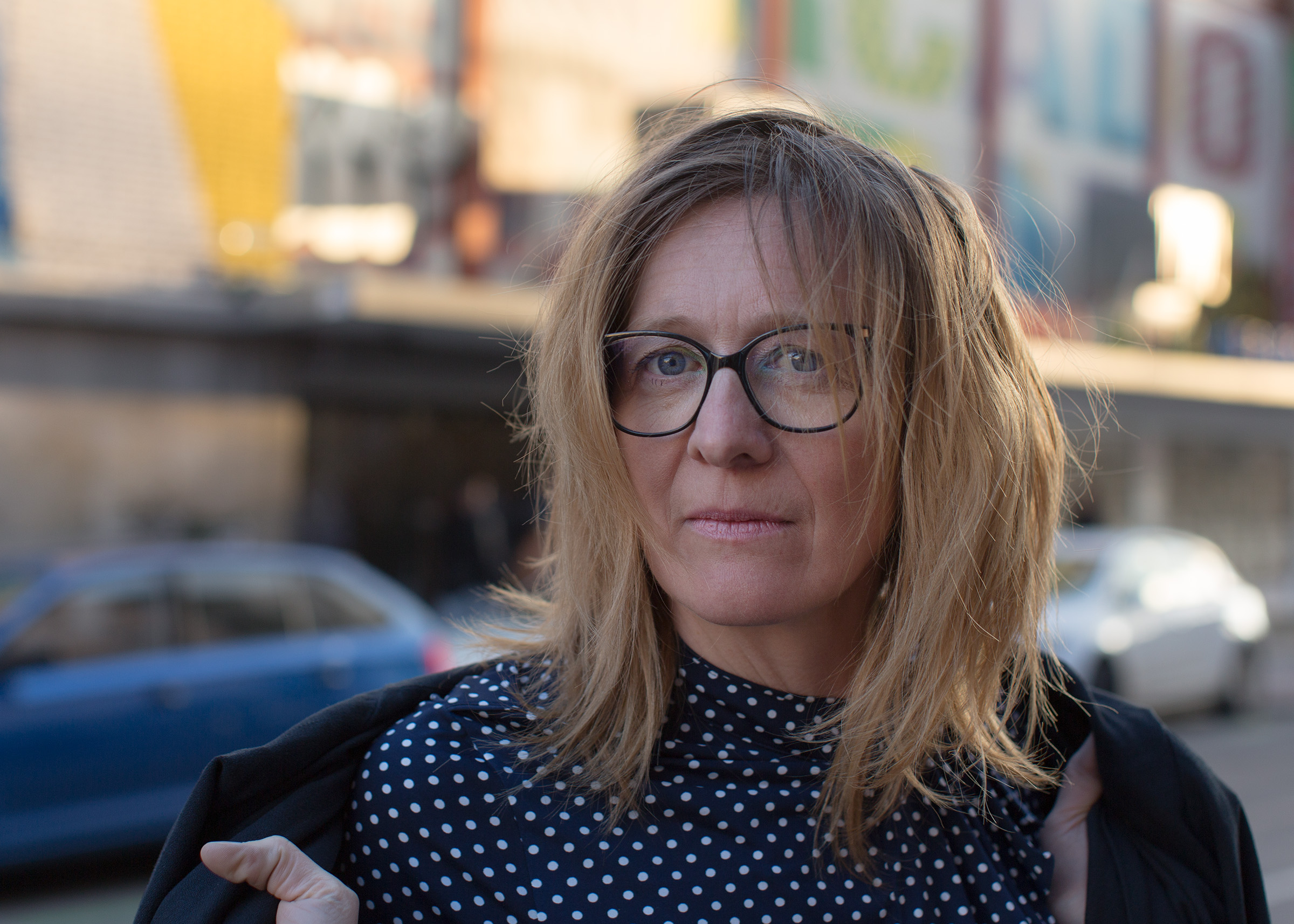
Isa Melsheimer fotografiert von Oliver Mark, Madrid 2018

Isa Melsheimer (* 19. September 1968 in Neuss) ist eine deutsche Bildhauerin, Objekt- und Installationskünstlerin, Malerin und Hochschullehrerin.

## Leben
Isa Melsheimer wuchs auf einem Weingut in Reil an der Mosel auf. Von 1991 bis 1997 studierte sie Malerei an der Hochschule der Künste Berlin (heute Universität der Künste Berlin) in der Meisterklasse Georg Baselitz.
Nach einem Vertretungssemester der Klasse Björn Dahlem an der Bauhaus-Universität Weimar und einer Gastprofessur für experimentelles Zeichnen an der Hochschule für Bildende Künste Braunschweig ist sie seit dem Wintersemester 2022 Professorin für Keramik im Studiengang Freie Kunst an der Muthesius Kunsthochschule in Kiel.
Isa Melsheimer lebt und arbeitet in Berlin.

## Werk
Isa Melsheimer beschäftigt sich in ihrer künstlerischen Arbeit mit der gebauten Umwelt und erkundet die Bedingungen für ihre Gestaltung und Veränderung. Dabei interessiert sie die Geschichte des Gebauten ebenso, wie der Einfluss des Menschen auf die Natur.
Ein Schwerpunkt ihres Werks liegt auf surrealen, oft fragilen Wohnlandschaften und improvisierten Behausungen.
Melsheimers ortsbezogene Installationen verrätseln spielerisch architektonische und urbane Räume, indem sie subjektive Erinnerungen, Zeitgeschehen, Symbole und Metaphern vermischen. In Ausstellungen zeigt sie Raumverspannungen aus Schnüren, die z. B. von Schalenbauten inspiriert sind.
Ein weiterer Werkkomplex sind Gouachen, in denen Architektur- und Designikonen zitiert werden und zusammen mit Naturmotiven (Tiere, Pflanzen) zu fantastischen Räumen mutieren.
Isa Melsheimer arbeitet mit einfachen Materialien wie Keramik, Beton, Glas, Metall, Holz aber auch mit Garn und Stoff, mit Pflanzen und Einrichtungs- und Alltagsgegenständen.

## Projekte
- 2014: THE BEE TREASURE. Internationales Sommerfestival 2014, Kampnagel Hamburg; Künstlerische Leitung und Choreografie: Barbara Schmidt-Rohr; Installation/Ausstattung/Kostüme: Isa Melsheimer; Choreografie: Frank Willens und Maria F. Scaroni; Dramaturgie: Thomas Schaupp; Musik/Sound: Richard von der Schulenburg
- 2011: EXPEDACTION: Le Corbusier, Pierre Jeanneret, Charlotte Perriand. 032c Workshop, Berlin mit Arno Brandlhuber und Christopher Roth
- 2010: gimme shelter. UA-Premiere: 13.05.2010, Live Art Festivals 2010, Kampnagel Hamburg; Choreographie und Performance: Frank Willens und Ulrike Bodammer mit ihrem Sohn Elijas; Installation: Isa Melsheimer; Dramaturgie: Robert Steijn; Licht: Bruno Pocheron; Idee und Konzept: Irmela Kastner und Barbara Schmidt-Rohr[3]
- – : Art Basel / Miami Beach „Oceanfront Nights“ mit Arno Brandlhuber
- – : Concrete Society, Lecture on ideological clash, architectural destruction and brutiful objects
- – : Concrete Society mit Arno Brandlhuber, Anna-Catharina Gebbers, Bibliothekswohnung
- – : Ausstellungsprojekt: Blickwechsel. Installation „Ungeliebte Pflanzen“ im Forstgarten/Museum Kurhaus Kleve
- 2009: Das Eigenleben des Rohbaus. Innerhalb des Projektes 31PLUS1 der GeneraliDeutschland Holding AG, Köln

## Auszeichnungen und Stipendien (Auswahl)
- 2017: Fogo Island Arts Residency, Fogo Island, Kanada
- 2015: Marianne-Werefkin-Preis, Berliner Künstlerinnen 1867 e.V.
- 2013: Aufenthalt Stipendium, Deutschen Akademie Rom Villa Massimo
- 2012: Institut für Auslandsbeziehungen e. V., Ausstellungsförderung und Aufenthaltsstipendium, Goethe-Institut Lissabon, Portugal
- 2010: Stiftung Kunstfonds Bonn Projektzuschuss
- 2008: Auslandsstipendium des Berliner Senats für Istanbul und Kunstpreis der Stadt Nordhorn
- 2007: Residenz Villa Aurora, Los Angeles
- 2005: Stipendium The Chinati Foundation, Marfa, Texas und Stipendium Civitella Ranieri Foundation, Umbertide, Italien
- 2002: Stipendium Stiftung Kulturfonds, Berlin
- 2002: Glenfiddich Förderpreis für Junge Kunst
- 2001: Stipendium Schloss Plüschow, Mecklenburg
- 1999: Stipendium Künstlerhaus Schloss Balmoral, Bad Ems

## Ausstellungen (Auswahl)

Installationsansicht: false ruins and lost innocence, 06.12.2020 bis 20.03.2021, Esther Schipper, Berlin (Foto: Andrea Rossetti)

### Einzelausstellungen
- 2025: Modeling the World, Aranya Art Center, Aranya, China
- 2024: All the Metaphors Come True (mit Harald Klingelhöller), Galerie Jocelyn Wolff, 798 Art Zone, Peking, China
- 2023: If We Dissovle Now / We Are More Than We Ever Were, Galería Elba Benítez, Madrid
- – : The Window, Esther Schipper, Seoul, South Korea
- – : Continual Process of Improvement, Galerie nächst St. Stephan Rosemarie Schwarzwälder, Wien, Austria
- 2022: Concrete Bodies are Finite, Centre international d'art et du paysage Île de Vassivière
- 2021: Compost, MAMAC | Musée d'Art Moderne et d'Art Contemporain
- 2020: Der unerfreuliche Zustand der Textur. KINDL – Zentrum für zeitgenössische Kunst, Berlin
- 2018: Rain, Le 19 Crac, Montbéliard
- – : The Year of the Whale. Fogo Island Arts
- – : Metaboliten. Kunstverein Heppenheim, Heppenheim[4]
- – : Psychotropische Landschaften. Städtische Galerie Delmenhorst, Delmenhorst[5]
- 2017: Der tote Palast zitterte – zitterte! Mies van der Rohe Haus Berlin
- 2015: We live in townscape and, after a trek, we shop in Futurism. art3, Valence
- – : Kontrastbedürfnis. Ernst-Barlach-Haus, Hamburg
- – : Examination of the Origins. Quartz Studio, Turin
- 2014: Synapsen. Ikob – Museum für zeitgenössische Kunst, Eupen, Belgien
- 2012: Vermilion Sands and Other Stories from the Neon West. Santa Monica Museum of Art, USA
- 2010: Mittelland. Kunsthaus Langenthal, Schweiz
- – : Carré d’art, N’és, Frankreich
- 2008: Städtische Galerie Nordhorn
- – : Fremdenzimmer. Stiftung Arp Museum Bahnhof Rolandseck, Remagen
- 2007: Mönchehaus Museum Goslar
- 2005: The Chinati Foundation, Marfa Texas
- 2004: Corridors. Bonnefantenmuseum, Maastricht
- 2003: Kunstverein Arnsberg
- 1999: Künstlerhaus Mousonturm, Frankfurt am Main

### Gruppenausstellungen
- 2025: Schöner Wohnen – Architekturvisionen von 1900 bis heute, Kunsthalle Tübingen, Tübingen, Germany
- – : Sound of the Earth. Ceramics in Contemporary Art, Kunstmuseum / Kunsthalle Appenzell, Switzerland
- – : IN/SU/LA, Matèria, Rome
- – : Radio Luxembourg: Echoes across borders. New Collection Display, Mudam Luxemburg, Luxemburg
- – : States of Uncertain Domesticities, Haus Kunst Mitte, Berlin & House of Arts, Brno, Czech Republic
- – : GLÄSERN, Schloss Biesdorf, Berlin, Germany
- – : Life is what happens to you when you are busy making other plans: The aesthetics of contingency, Galerie Jocelyn Wolff, Paris, France
- – : Only Lovers Left Alive, Behncke Gallery, Klenze Palais am Odeonsplatz München, Germany
- 2024: Rewriting Territories, Palm Gallery, Taipei, Taiwan
- – : Modell und Wirklichkeit, Die Möglichkeit einer Insel, Berlin, Germany
- – : Regenerative Futures, Fondation Thalie, Brüssel, Belgium
- – : Group Show, Galerie Esther Schipper, Domaine du Muy, France
- – : Maison Bernard, Genius Loci, Théoule-sur-Mer, Cannes, France
- – : stay moving, Galerie Nächst St. Stephan Rosemarie Schwarzwälder, Wien, Austria
- – : Volume Invisible, Galerie Jocelyn Wolff, Paris, France
- 2023: Per-Form, BROWNIE Project Gallery, Shanghai
- – : Fragment of an infinite discourse. Lenbachhaus, München
- – : Pride and Prejudice. Universitätsgalerie der Angewandten im Heiligenkreuzerhof Wien
- – : High Spirits. Monopol Berlin, Berlin
- 2022: Es ist die Szenerie, die umzieht. Brotéria, Lissabon
- – : Delivery Hero. O P E N Berlin, Isa Melsheimer & Oliver Mark
- – : Rohkunstbau XXVII. Schloss Altdöbern
- – : Venedigsche Sterne. Kunstmuseum Chur, Schweiz
- – : Blanc de Blancs. Villa Schöningen, Potsdam
- 2021: ich wollte nie eine konstruktivistin sein! Kunstverein Pforzheim[6]
- – : 6 von 60 | Schwarz + Weiß. Käthe-Kollwitz-Museum Berlin
- – : FRagile. Städtische Museen Heilbronn / Kunsthalle Vogelmann, Heilbronn
- – : Rituale der Gegenwart. Künstlerhaus Sootbörn, Hamburg
- – : Anything Goes? Berliner Architekturen der 1980er Jahre, Berlinische Galerie, Berlin
- 2020: Glas und Beton. Manifestationen des Unmöglichen. Marta Herford
- – : In aller Munde. Kunstmuseum Wolfsburg
- – : Mein Vater, meine Nachbarn, meine Freunde und deren Freunde. haubrok foundation FAHRBEREITSCHAFT, Berlin
- – : Alles im Wunderland. Nassauischer Kunstverein Wiesbaden
- 2019: Made in Marl. Skulpturenmuseum Glaskasten Marl
- 2018: Raum XVII. werkhalle wiesenburg, Berlin
- – : Frozen to Pieces. Gussglashalle, Berlin
- – : Art Biesenthal. Biesenthal
- – : Belonging to a Place. Gallery at the Embassy of Canada, Washington, USA

- – : Women House. National Museum of Women in the Arts, Washington, USA
- 2017: Naturgeschichten. Museum Moderner Kunst Stiftung Ludwig Wien (mumok)
- – : Urban Lights Ruhr. Stadtraum Marl und Skulpturenmuseum Glaskasten Marl
- – : Zwischen Räumen. Zentrum für Kunst und öffentlichen Raum, Schloss Biesdorf, Berlin
- 2016: Bühnenreif / 1. Akt. Stiftung Arp Museum Bahnhof Rolandseck, Rolandseck
- – : Beton. Kunsthalle Wien
- – : Microscopie du banc. Micro Onde, Centre d'art de l’Onde, Vélizy-Villacoublay, Frankreich
- 2015: der schwierige raum. kunsthaus muerz, Mürzzuschlag, Österreich
- – : Parc de Sculptures Contemporaines. Domaine Du Muy, Le Muy, Frankreich
- – : Harmonie und Umbruch Spiegelungen chinesischer Landschaften. Marta Herford
- – : variations LE CORBUSIER. Chateâu de Carros, Carros Frankreich
- – : Tapisserie? De Picasso à Messager. Musée des Beaux-Arts, Angers Frankreich
- – : (un)möglich! Künstler als Architekten. Marta Herford
- – : Jäger & Sammler in der zeitgenössischen Kunst. Villa Merkel, Esslingen
- 2014: Jäger & Sammler in der Kunst. Museum Morsbroich, Leverkusen
- – : Was Modelle Können. Museum für Gegenwartskunst, Siegen
- – : Rapunzel & Co. Von Türmen und Menschen in der Kunst. Stiftung Arp Museum Bahnhof Rolandseck
- – : Widersprüchliche Konturen / Räume und Zwischenräume. Märkisches Museum Witten

- – : Fata Morgana. Ikob – Museum für Zeitgenössische Kunst, Eupen Belgien
- 2013: Macht. Wahn. Vision. Der Turm und urbane Giganten in der Skulptur. Städtisches Museum, Heilbronn
- – : Schauplatz Stadt. Mülheim an der Ruhr
- – : HANDARBEIT Material und Symbolik. Museum Kunst der Westküste, Alkersum/Föhr
- 2012: Garden of Eden. Palais de Tokyo, Paris
- – : 30 Künstler / 30 Räume. Neues Museum Nürnberg
- 2011: Mondes inventés, Mondes habités. Musée d’Art Moderne Grand-Duc Jean (Mudam), Luxemburg
- – : Innenwelten. Museum Kunst der Westküste, Alkersum/Föhr
- – : Pamphile Show #3. Sammlung Falckenberg, Hamburg
- 2010: 15 Jahre Villa Aurora – Transatlantische Impulse. Akademie der Künste, Berlin
- – : (re)designing nature. Künstlerhaus, Wien
- – : Solde migratoire. Biennale de Belleville, Paris

- – : FischGrätenMelkStand. Temporäre Kunsthalle Berlin

- 2011: Capitain Pamphile. Deichtorhallen, Hamburg
- 2009: Köln Skulptur 5. Skulpturenpark Köln
- 2009: Neulicht am See. Maschsee, Hannover
- 2009: Le Travail de Rivière. Centre d’art contemporain d’Ivry–le Crédac, Ivry-sur-Seine
- 2008: On Produceability. Alti Aylik, Istanbul, Turkey; Lizabeth Oliveria L.A., Los Angeles
- 2007: M for M. Time Festival, S.M.A.K., Gent, Belgien
- – : Stedelijk Museum voor Actuele Kunst, Gent
- 2006: Gegenstände. Badischer Kunstverein, Karlsruhe
- – : Asterism, Artists Living in Berlin. Museo Tamayo Arte Contemporáneo, Mexiko-Stadt
- 2005: Lichtkunst aus Kunstlicht. Zentrum für Kunst und Medien, Karlsruhe
- 2004: The built, the unbuilt, and the unbuildable. Overgaden, Kopenhagen
- 2003: un-built cities. Bonner Kunstverein
- – : Small talk – Performative Installation #2. Lily van der Stokker, Museum Ludwig, Köln
- 2001: new Heimat. Frankfurter Kunstverein, Frankfurt am Main

## Sammlungen (Auswahl)
Arbeiten von Isa Melsheimer in öffentlichen Sammlungen:
- Arp Museum Bahnhof Rolandseck, Rolandseck
- Bonnefantenmuseum, Maastricht
- Berlinische Galerie, Museum für Moderne Kunst, Berlin
- Carré d’art - Musee d’art contemporain de Nîmes, Frankreich
- CNAP Centre national des arts plastiques, Frankreich
- Collezione la Gaia, Busca, Italien
- Europäisches Patentamt, München
- Fundación Helga de Alvear, Cáceres, Spanien
- Institut d'art contemporain de Villeurbanne, Frankreich
- Künstlerhaus Schloß Balmoral, Stiftung Rheinland-Pfalz, Bad Ems
- Mudam, Luxembourg
- Museum Kunstpalast, Düsseldorf
- Museum Ludwig, Köln
- Parc de Sculptures Contemporaines, Domaine Du Muy, Le Muy, Frankreich
- Sammlung der Deutschen Bank, Frankfurt
- Sammlung Falckenberg, Hamburg
- Sammlung Philara, Düsseldorf
- Sammlung zeitgenössischer Kunst der Bundesrepublik Deutschland
- S.M.A.K. Stedelijk Museum voor Actuele Kunst, Gent, Belgien